# Medal jubileuszowy „Dwudziestolecia zwycięstwa w Wielkiej Wojnie Ojczyźnianej 1941–1945”
Medal jubileuszowy „Dwudziestolecia zwycięstwa w Wielkiej Wojnie Ojczyźnianej 1941–1945” (ros. Юбилейная медаль „Двадцать лет победы в Великой Отечественной войне 1941–1945 гг.”) – radziecki jubileuszowy medal wojskowy.
Medal został ustanowiony dekretem Rady Najwyższej ZSRR z 7 maja 1965 roku dla uczczenia 20 rocznicy zwycięstwa w wielkiej wojnie ojczyźnianej, dekretem z 16 sierpnia 1966 i uchwałą 19 stycznia 1968 roku rozszerzono listę osób uprawnionych do otrzymania medalu.

## Zasady nadawania
Zgodnie z dekretem z dnia 7 maja 1965 roku uprawnionymi do otrzymania medalu byli:
- oficerowie, podoficerowie, żołnierze i marynarze biorący udział w Wielkiej Wojnie Ojczyźnianej w latach 1941 – 1945, a także innym osobom nagrodzonym wcześniej medalem „Za zwycięstwo nad Niemcami w Wielkiej Wojnie Ojczyźnianej 1941–1945”,
- oficerowie, podoficerowie, żołnierze i marynarze Armii Czerwonej, Floty Oceanu Spokojnego, Flotylli Amurskiej, żołnierzom Wojsk Pogranicza stacjonującym w latach 1941 – 1945 na Dalekim Wschodzie, którzy wcześniej nie byli odznaczeni  medalem „Za zwycięstwo nad Niemcami w Wielkiej Wojnie Ojczyźnianej 1941–1945” (dekret z 16 sierpnia 1966 roku),
- uczestnikom ruchu oporu i partyzantom walczącym na terenach okupowanych przez Niemców (uchwała z 19 stycznia 1968 roku).

Łącznie nadano ok. 14,4 mln medali.

## Opis odznaki
Odznakę stanowi okrągły krążek wykonany z mosiądzu o średnicy 32 mm.
Na awersie znajduje się rysunek Pomnik Żołnierza-Wyzwoliciela w Berlinie umieszczony na wieńcu laurowym. Po bokach daty: 1945 i 1965.
Na rewersie wzdłuż obwodu napis ДВАДЦАТЬ ЛЕТ ПОБЕДЫ В ВЕЛИКОЙ ОТЕЧЕСТВЕННОЙ ВОЙНЕ 1941–1945 ГГ.” (pol. „20-lecie Zwycięstwa w Wielkiej Wojnie Ojczyźnianej 1941–1945”). W środku na tle rozchodzących się promieni napis XX, w środku którego znajduje się gwiazda.
Medal zawieszony był na pięciokątnej blaszce obciągniętej wstążką koloru czerwonego o szer. 24 mm, z prawej strony na przemian pasek koloru zielonego, czarnego i zielonego.